# Adrián López Rodríguez
Adrián López Rodríguez (n. 25 februarie 1987), cunoscut și ca Piscu, este un fotbalist spaniol care evoluează la clubul Montreal Impact în Major League Soccer, pe postul de fundaș central.

## Palmares
- FA Cup: 2012–13